# Scopoides maitraiae
Scopoides maitraiae är en spindelart som först beskrevs av Benoy Krishna Tikader och Gajbe 1977.  Scopoides maitraiae ingår i släktet Scopoides och familjen plattbuksspindlar. Inga underarter finns listade i Catalogue of Life.